# 오스트레일리아 현대미술관
오스트레일리아 현대미술관(영어: Museum of Contemporary Art Australia, MCA)는 오스트레일리아 뉴사우스웨일스주 시드니 서큘러 퀴 동쪽 가장자리의 록스 지역에 위치한 미술관으로 오스트레일리아를 비롯하여 전 세계의 현대 미술품을 전시하고 있는 미술관이다. 입장료는 무료이며 이용자들의 기부금을 통해 운영되고 있다.

## 기본정보
| 영업시간     | 수~월 10:00~17:00 화요일 휴무                                                                 |
| 추천소요시간 | 2시간                                                                                         |
| 홈페이지     | https://www.mca.com.au/                                                                       |
| 주소         | 140 George St, The Rocks NSW 2000                                                             |
| 가는 법      | 서큘러키 기차역에서 도보 4분                                                                  |
| 입장료       | 무료                                                                                          |
| 입장 관람 팁 | 미술관 내 카페 야외 테라스에서 아름다운 오페라하우스와 하버브릿지 풍경을 가까이서 볼 수 있다. |

## 소개
MCA는 전시회와 특별 이벤트, 그리고 호주 작가들의 작품 4,000점으로 이루어진 상설 컬렉션을 통해 살아 있는 작가들의 작품을 전시합니다. 하지만 역사적인 요소도 갖고 있습니다. 미술관 건물이 있는 곳은 1788년, 제1 선단(First Fleet)으로 온 호주 최초의 유럽인 정착자들이 처음 상륙한 장소입니다. 또한, MCA는 원주민과 토레스 해협 아일랜더(Torres Strait Islander) 현대 미술도 매우 중요하게 다루고 있습니다. 여기에는 여러 줄의 시를 가리키고 있는 브룩 앤드류(Brook Andrew)의 LED 화살표 조각 작품, 와랑(Warrang)도 포함되어 있으며, 이 작품은 미술관 입구에서 방문객들을 맞이합니다. 

## 역사
오스트레일리아 현대미술관은 오스트레일리아의 예술가인 존 파워의 개인 소유 건물이던 건물이었으나, 존 파워가 기증하여 시드니 대학이 현대 미술 교육을 위한 공간으로 활용하고 있다.
1989년 해양 서비스 위원회(Maritime Services Board, MSB, 해양청)가 이전하면서 뉴사우스웨일스 주 정부는 MSB 빌딩을 현대 미술관에 기증하였고, 1990년 시드니 대학과 존 파워의 유산을 가지고 이 건물에 대한 리모델링 공사를 거쳐 1991년 시드니 현대 미술관을 공식 개관하였다.

## 구조
시드니 현대미술관은 5층 건물이다. 옛 해양 사업 위원회 건물과 신관 모던트 윙이 연결된 구조다. 
1층에는 레스토랑, 테라스 등이 자리 잡고 있다. 2층부터 5층까지가 전시관이다. 전시 공간은 작가별, 작품 유형별로 구분한다. 시드니 현대미술관은 전시 작품을 정기적으로 교체한다.
주제별 기획 전시나 시드니 비엔날레(Biennale of Sydney) 등 특별전은 2~4층에서 열린다. 부대 시설로 기념품 상점, 강의실, 세미나 룸, 국립창작배움센터(National Centre for Creative Learning) 등이 있다. 옥상의 조각 정원과 카페에서는 다양한 조각 작품을 감상할 수 있다.